# Sárkeresztes, Fejér
Sárkeresztes  este un sat în districtul Székesfehérvár, județul Fejér, Ungaria, având o populație de 1.546 de locuitori (2011). 

## Demografie
Componența etnică a satului Sárkeresztes
     Maghiari (98,19%)
     Necunoscut (0,47%)
     Alții (1,34%)
Componența confesională a satului Sárkeresztes
     Romano-catolici (29,17%)
     Reformați (19,53%)
     Fără religie (11,64%)
     Atei (1,42%)
     Necunoscută (37,13%)
     Alte religii (1,55%)
Conform recensământului din 2011, satul Sárkeresztes avea 1.546 de locuitori. Din punct de vedere etnic, majoritatea locuitorilor (98,19%) erau maghiari. Apartenența etnică nu este cunoscută în cazul a 0,47% din locuitori. Nu există o religie majoritară, locuitorii fiind romano-catolici (29,17%), reformați (19,53%), persoane fără religie (11,64%) și atei (1,42%). Pentru 37,13% din locuitori nu este cunoscută apartenența confesională.